# La Calavera
La Calavera es una entidad de población española del municipio de San Javier, perteneciente a la comunidad autónoma de la Región de Murcia.

## Historia
Hacia mediados del siglo XIX, el lugar ya pertenecía a San Javier. Aparece descrito en el quinto volumen del Diccionario geográfico-estadístico-histórico de España y sus posesiones de Ultramar de Pascual Madoz con las siguientes palabras:

CALAVERA: ald. en la prov. y part. jud. de Murcia, dióc. de Cartagena y ayunt. de San Jabier (V.): está sit. cerca del Mediterráneo y dista 7 leg. de la capital.
(Madoz, 1846, p. 274)

En 2023, la entidad singular de población tenía empadronados 161 habitantes.